# Alt Mölln
Alt Mölln – gmina w Niemczech w kraju związkowym Szlezwik-Holsztyn, w powiecie Herzogtum Lauenburg, wchodzi w skład Związku Gmin Breitenfelde.